# 3546 Atanasoff
3546 Atanasoff eller 1983 SC är en asteroid i huvudbältet som upptäcktes den 18 juni 1983 av Rozhen-observatoriet. Den är uppkallad efter fysikern John V. Atanasoff.
Asteroiden har en diameter på ungefär 9 kilometer.